# Francesco Antonio Santorio
Francesco Antonio Santorio (falecido em 1589) foi um prelado católico romano que serviu como arcebispo de Acerenza e Matera (1586–1589) e arcebispo de Santa Severina (1573–1586).

## Biografia
No dia  9 de janeiro de 1573, Francesco Antonio Santorio foi nomeado durante o papado de Gregório XIII como Arcebispo de Santa Severina. Em março de 1573 foi consagrado bispo por Giulio Antonio Santorio, cardeal-presbítero de San Bartolomeo all'Isola. A 28 de julho de 1586, foi nomeado durante o papado de Sisto V como Arcebispo de Acerenza e Matera, onde serviu como bispo até à sua morte em 1589.